# Hiệp hội Nam Á vì sự Hợp tác Khu vực
Hiệp hội Hợp tác khu vực Nam Á hay là Hiệp hội Nam Á vì sự Hợp tác Khu vực (gọi tắt là SAARC) là một tổ chức hợp tác kinh tế-chính trị của 8 quốc gia Nam Á. SAARC được thành lập ngày 8 tháng 12 năm 1985 bởi Ấn Độ, Pakistan, Bangladesh, Sri Lanka, Nepal, Maldives và Bhutan. Đây là tổ chức hợp tác về kinh tế-chính trị lớn nhất hành tinh với số dân là hơn 1,5 tỷ người. Thành viên thứ 8 của SAARC là Afghanistan được kết nạp vào tháng 4 năm 2007 tại Hội nghị thượng đỉnh lần thứ 14 của tổ chức.
Cuối năm 1970, tổng thống Bangladesh đề nghị thành lập một tổ chức bao gồm tất cả các nước Nam Á. Ý tưởng này được đưa ra một lần nữa vào tháng 5 năm 1980. Thư ký của 7 nước thành viên đã có cuộc gặp gỡ lần đầu tiên vào tháng 4 năm 1981 tại Colombo. vào tháng 8 năm 1981,các nước thành viên đã xác định năm lãnh vực hợp tác với nhau. Trong những năm tiếp theo, các lĩnh vực hợp tác khác tiếp tục được đề ra.
Các mục tiêu của SAARC được đề ra là:
- Thúc đẩy sự phát triển của tất cả các dân tộc tại Nam Á và nhằm nâng cao chất lượng cuộc sống của họ cùng với sự phát triển toàn diện kinh tế-văn hóa-xã hội.
- Tăng cường sự hợp tác, tin cậy lẫn nhau giữa các nước Nam Á.
- Để tăng cường sự hiểu biết lẫn nhau và đánh giá đúng đắn một vấn đề nào đó.
- Thúc đẩy, tăng cường sự hợp tác lẫn nhau trong các lĩnh vực Kinh tế, Văn hóa, Xã hội, Công nghệ và Khoa học kĩ thuật.
- Tăng cường sự hợp tác với các nước đang phát triển.
- Tăng cường sự hợp tác với các tổ chức quốc tế khác và những vấn đề trọng đại.
- Hợp tác với các tổ chức khu vực có mục đích giống nhau.

Tuyên bố về Sự hợp tác giữa các nước Nam Á đã được đưa ra năm 1983 tại New Dehli. Tại cuộc họp vào năm này, Chương trình tích hợp (IPA) đã được đưa ra với 9 lĩnh vực: Nông nghiệp, Phát triển Nông thôn, Viễn thông, Khí tượng, Y tế và Dân số, Giao thông vận tải, Bưu chính, Khoa học và Công nghệ, Thể thao-Nghệ thuật-Văn hóa. Mốc thành lập ngày 8 tháng 12 năm 1985 là sự kiện việc áp dụng Điều lệ của Tổ chức Hiệp Hội Nam Á vì sự Hợp tác khu vực bởi người đứng đầu 7 nước: Bangladesh, Bhutan, India, Maldives, Nepal, Pakistan và Sri Lanka.
Afghanistan trở thành thành viên chính thức vào ngày 3 tháng 4 năm 2007. Với việc kết nạp thêm Afghanistan,tổng số nước thành viên đã là 8 nước.
Tháng 4 năm 2006, Hoa Kỳ và Hàn Quốc chính thức yêu cầu SAARC cấp giấy phép để họ được quan sát thực trạng của SAARC. Liên minh châu Âu cũng đưa ra yêu cầu như thế vào tháng 7 năm 2006 tại cuộc họp các Bộ trưởng Cấp cao. Tháng 8 Năm 2006, SAARC đã đồng ý về nguyên tắc để Hoa Kỳ, Hàn Quốc và Liên minh châu Âu quan sát các hoạt động của mình.